# Arthur Sambon
 (mai 2018).
Si vous disposez d'ouvrages ou d'articles de référence ou si vous connaissez des sites web de qualité traitant du thème abordé ici, merci de compléter l'article en donnant les références utiles à sa vérifiabilité et en les liant à la section « Notes et références ».
Arthur Sambon (Portici, 17 août 1867 - Paris 8e, 19 décembre 1947) est un historien et numismate français, spécialiste de l'Italie antique et en particulier des Étrusques.

## Biographie

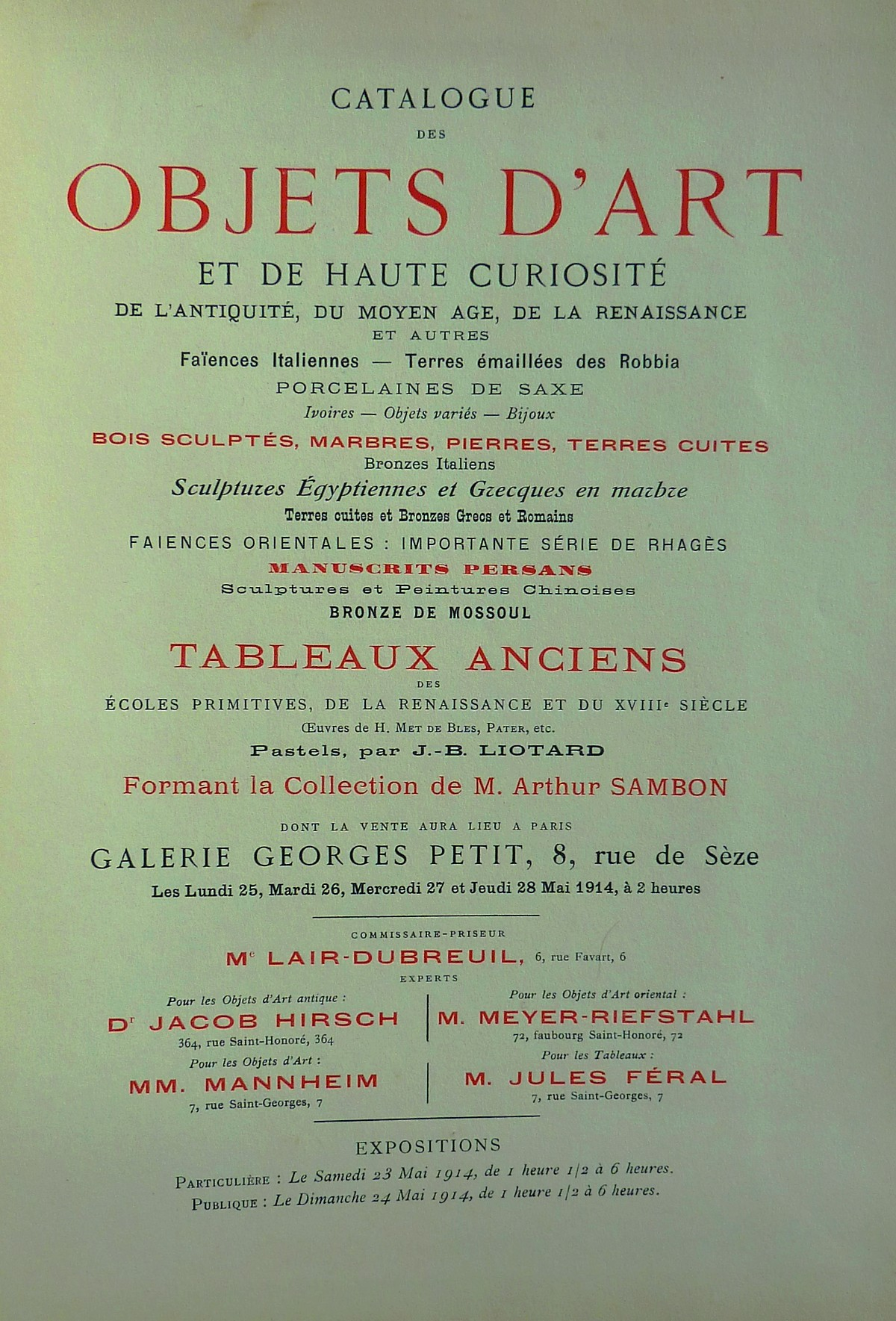
Page de titre du catalogue de la vente de mai 1914 à Paris.

Arthur Sambon, fils du numismate et marchand d'art Jules Sambon, a été lui-même un antiquaire et un numismate.
Il a été président de la Chambre des experts d'art de Paris.
En 1903 il a publié Les Monnaies antiques de l'Italie … Étrurie, Ombrie, Picenum, Samnium, Campanie (Cumes et Naples) où il a cherché à inclure tous les types de monnaies connues et date le début de la monétisation étrusque du milieu du Ve siècle av. J.-C. sur la base du style et des pieds monétaire employés. Il estimait que les Étrusques avaient des origines persiques.

## Publications
- Les monnaies antiques de l'Italie... Étrurie, Ombrie, Picenum, Samnium, Campanie (Cumes et Naples), Forni, Bologne, 1967 (réimpression de l'édition de Paris (1903).
- Images populaires de l'Avesta en Perse aux XIIe et XIIIe siècles, « Description d'une collection de faïences persanes une sujets nationalistes et orviétanes et une série de style sassanide », Bibliothèque du Musée, Paris, 1928.
- Catalogue des objets d'art et de haute curiosité de l'Antiquité́ et du Moyen Âge, de la Renaissance et autres... formant la collection de M. Arthur Sambon, Galerie Georges Petit, Paris, 1914.